# The Secret Reunion
The Secret Reunion (의형제?, 義兄弟?, UihyeongjeLR, ŬihyŏngjeMR; lett. "Fratelli di sangue") è un film del 2010, diretto da Jang Hoon.

## Trama
Ji-won è una spia nordcoreana che vive in Corea del Sud, trascorrendo una vita normale, fino a quando non gli viene assegnata la missione di eliminare un cugino di secondo grado di Kim Jong-il, colpevole di avere scritto un libro contrario ai valori della patria.

## Distribuzione
In Corea del Sud, la pellicola è stata distribuita a partire dal 4 febbraio 2010 dalla Showbox; con oltre cinque milioni di biglietti venduti, la pellicola è risultata il secondo maggiore incasso del 2010 dopo The Man from Nowhere. In Italia la pellicola è stata distribuita in DVD dalla Tucker Film, e in televisione da Rai 4, il 28 aprile 2014.

### Edizione italiana
Il doppiaggio italiano di The Secret Reunion è stato diretto da Nicola Marcucci, assistito da Valeria Vidali; quest'ultima – insieme ad Alessandro Budroni e con la consulenza linguistica di Silvia Crippa – si è anche occupata dell'adattamento dei dialoghi. Il fonico di missaggio è Mauro Lopez, mentre la sonorizzazione è avvenuta presso la CTA di Roma.

## Riconoscimenti
- 2010 - Blue Dragon Awards
  - Miglior film a Jang Hun
- 2010 - Grand Bell Awards
  - Nomination Miglior film a Jang Hun
  - Nomination Miglior fotografia a Lee Mo-gae
  - Nomination Miglior attore a Song Kang-ho
  - Nomination Miglior attore a Gang Dong-won
- 2010 - Korean Association Of Film Critics Awards
  - Miglior regia a Jang Hun
  - Miglior attore a Gang Dong-won